# Hugo Speer
Hugo Speer (Harrogate, Yorkshire; 17 de marzo de 1969) es un actor inglés, más conocido por haber interpretado a Guy en la película The Full Monty.

## Carrera
Hugo narró el programa "Gold Divers" que se transmitió en Discovery HD.
En 1997 se unió al elenco de la película The Full Monty donde interpretó a Guy.
En 1995 apareció por primera vez en la serie Heartbeat como Chris Rawlings en el episodio "Wall of Silence", más tarde apareció nuevamente ahora como Vic Needham durante el episodio "Deadlier Than the Male" en el 2009.
En 1996 dio vida a Sean Tranter en un episodio de la serie policíaca The Bill, anteriormente había aparecido por primera vez en la serie en 1992 donde interpretó a Dave Williamson durante el episodio "We Should Be Talking". Un año después apareció como invitado en la serie McCallum donde interpretó al doctor Aidan Petit.
En 2005 apareció en la película The Interpreter donde interpretó a Simon Broome, el hermano de Silvia Broome (Nicole Kidman), un hombre que intenta reunir a los líderes de la oposición a Edmond Zuwanie pero que termina siendo asesinado por órdenes de Zuwanie.
En 2008 se unió al elenco principal de la serie Echo Beach donde dio vida a Mark Penwarden, el manipulativo esposo de Susan Penwarden (Martine McCutcheon).
En 2010 apareció como invitado en la serie británica Skins donde dio vida al psicótico consejero John T. Foster, que termina matando a Freddie Mclair (Luke Pasqualino).
En 2011 se unió al elenco de la serie sobrenatural Bedlam donde dio vida a Warren Bettany, el padre de Kate Bettany (Charlotte Salt) hasta el final de la serie en 2012. Ese mismo año apareció como invitado en la serie Death in Paradise donde interpretó al detective inspector de la policía Charlie Hulme.
También apareció como invitado en la serie Haven donde dio vida a Louis Pufahl, un hombre tecnopata que tiene la capacidad de darle vida a las cosas que arregla.
En 2013 se unió al elenco de la serie Father Brown donde interpreta al Inspector Valentine el jefe de la policía local, hasta ahora.
Speer también participa en el drama policíaco de radio Stone.
En 2014 se unió al elenco principal de la nueva serie The Musketeers donde interpretó al Capitán Treville, hasta el octavo episodio de la tercera temporada después de que su personaje fuera asesinado por matones del criminal Lucien Grimaud (Matthew McNulty) mientras intentaba proteger al delfín de Francia.

## Filmografía

### Series de televisión
| Año             | Título                 | Personaje              | Notas                             |
| --------------- | ---------------------- | ---------------------- | --------------------------------- |
| 2018 - presente | Britannia              | Lucius                 |                                   |
| 2014 - 2016     | The Musketeers         | Capitán Treville       | 28 episodios                      |
| 2013 - 2014     | Father Brown           | Inspector Valentine    | 11 episodios                      |
| 2013            | Common Ground          | Jack                   | episodio "Floyd" - miniserie      |
| 2011 - 2012     | Bedlam                 | Warren Bettany         | 12 episodios                      |
| 2012            | Watson & Oliver        | -                      | 3 episodios                       |
| 2011            | Death in Paradise      | Det. Charlie Hulme     | episodio # 1.1                    |
| 2011            | Haven                  | Louis Pufahl           | episodio "Love Machine"           |
| 2011            | Vera                   | Keith Mantel           | episodio "Telling Tales"          |
| 2011            | Midsomer Murders       | Geoff Rogers           | episodio "Not in My Back Yard"    |
| 2010            | Moving On              | Dave                   | episodio "Losing My Religion"     |
| 2010            | Skins                  | John Foster            | 2 episodios                       |
| 2010            | Five Days              | Supt. Jim Carpenter    | 4 episodios                       |
| 2009            | Heartbeat              | Vic Needham            | episodio "Deadlier Than the Male" |
| 2009            | Taggart                | Ron Cassidy            | episodio "So Long Baby"           |
| 2008            | Marple                 | James Abbot            | episodio "Murder Is Easy"         |
| 2008            | Echo Beach             | Mark Penwarden         | 12 episodios                      |
| 2007            | Fanny Hill             | Mr. H                  | 2 episodios - miniserie           |
| 2007            | Silent Witness         | Det.Insp. Dan Jennings | 2 episodios                       |
| 2006            | Sorted                 | Charlie King           | 6 episodios                       |
| 2005            | Bleak House            | Sargento George        | 5 episodios - miniserie           |
| 2005            | Messiah: The Harrowing | Det. Jack Price        | miniserie                         |
| 2005            | The Last Detective     | Sgt. Stephen Kay       | episodio "Towpaths of Glory"      |
| 2005            | The Rotters' Club      | Bill Anderton          | -                                 |
| 2003            | 40                     | Robert/Rob             | 3 episodios                       |
| 2003            | Clocking Off           | Stuart Savage          | episodio # 4.1                    |
| 2000 - 2001     | Hearts and Bones       | Richard Rose           | 12 episodios                      |
| 2001            | Do or Die              | Nicholas               | miniserie                         |
| 1997            | Men Behaving Badly     | Tony                   | episodio "Jealousy"               |
| 1997            | McCallum               | Dr. Aidan Petit        | 3 episodios                       |
| 1996            | Sharman                | Mayles                 | episodio # 1.3                    |
| 1996            | The Bill               | Sean Tranter           | episodio "Someone Special"        |
| 1994            | So Haunt Me            | Terry                  | episodio "The Star Ad"            |
| 1993            | Woof!                  | Miranda                | episodio "Nick Bailey"            |

### Películas
| Año  | Título                       | Personaje               | Notas |
| ---- | ---------------------------- | ----------------------- | --- |
| 2013 | Nymphomaniac                 | Mr. H                   | junto a Charlotte Gainsbourg, Stellan Skarsgård, Stacy Martin, Shia LaBeouf, Christian Slater & Jamie Bell |
| 2012 | Chiapas, The Heart of Coffee | John                    | junto a Carmen Aub, Manuel Balbi, Jaime Camil, Juan Ignacio Aranda & Isabella Roch                         |
| 2011 | Late Bloomers                | Peter                   | junto a William Hurt, Isabella Rossellini, Kate Ashfield, Luke Treadaway, Leslie Phillips & Simon Callow   |
| 2005 | The Interpreter              | Simon Broome            | junto a Nicole Kidman, Sean Penn, Catherine Keener, Jesper Christensen & Earl Cameron                      |
| 2003 | The Debt                     | Det. Edward "Ed" Foster | junto a Warren Calrke, Martin Freeman, Nina Sosanya, Orla Brady & Lee Williams                             |
| 2002 | Deathwatch                   | Sgt. David Tate         | junto a Jamie Bell, Laurence Fox, Matthew Rhys & Andy Serkis                                               |
| 2002 | Green-Eyed Monster           | Ray                     | junto a Gregg Chillin, Gregor Truter, Rakie Ayola, Ray Stevenson & Matt Day                                |
| 1997 | The Full Monty               | Guy                     | junto a Robert Carlyle, Mark Addy, William Snape, Steve Huison, Tom Wilkinson & Paul Barber                |

### Director y narrador
| Año         | Título  | Notas                               |
| ----------- | ------- | ----------------------------------- |
| 2011 - 2012 | Horizon | 2 episodios - documental - narrador |
| 2010        | Mam     | corto - director                    |

### Teatro
| Año  | Obra                  | Personaje | Director (a)  | Teatro        | Notas                                                                             |
| ---- | --------------------- | --------- | ------------- | ------------- | --------------------------------------------------------------------------------- |
| 2003 | Cuckoos               | -         | Peter Hall    | Theatre Royal | junto a Janie Dee, Aden Gillett, William Chubb & Rebecca Hall                     |
| 2003 | As You Like It        | -         | Peter Hall    | Theatre Royal | junto a Aden Gillett, William Chubb, Rebecca Callard, Jason Hughes & Anne Penfold |
| 2003 | The Fight for Barbara | -         | Thea Sharrock | Theatre Royal | junto a William Chubb, Rebecca Hall, Jason Hughes, Anne Penfold & Joseph Millson  |
| 2003 | Design for Living     | -         | Thea Sharrock | Theatre Royal | junto a David Yelland, Philip Voss, Mark Rice-Oxley & Jessica Turner              |
| 2003 | Betrayal              | -         | Peter Hall    | Theatre Royal | junto a Joseph Millson, Eric Sykes, Rebecca Callard & Michael Siberry             |

## Premios y nominaciones
| Año  | Categoría | Premio                    | Serie          | Resultado |
| ---- | --- | ------------------------- | -------------- | --------- |
| 1998 | Best Dance Sequence (junto a Robert Carlyle, Tom Wilkinson, Mark Addy, Paul Barber & Steve Huison)               | MTV Movie Award           | The Full Monty | Nominados |
| 1998 | Outstanding Performance by a Cast (junto a Robert Carlyle, Tom Wilkinson, Mark Addy, Paul Barber & Steve Huison) | Screen Actors Guild Award | The Full Monty | Ganadores |